# رسم تقريبي

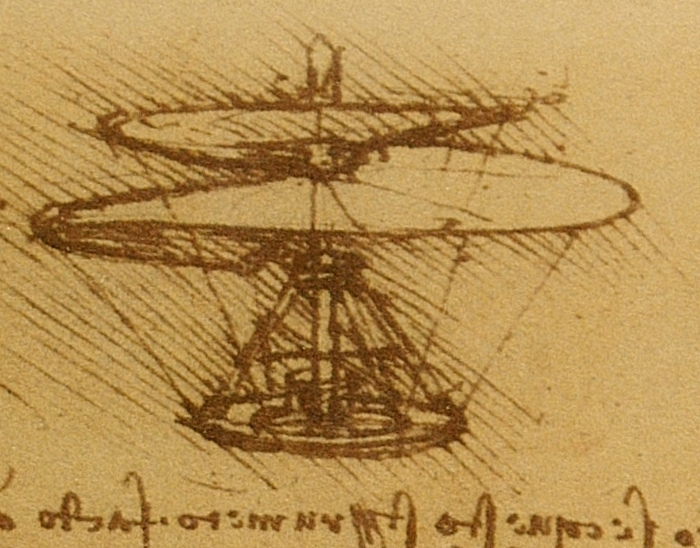
رسم تقريبي بخط ليوناردو دافنشي ل(مروحة ليوناردو)

الرَّسِيمَة أو الرَسمُ التقريبيّ أو الرَسمُ التخطِيطِيّ أو التشكيل الأولي أو المخطط الإجمالي أو التخطيط الإجمالي أو الرسم المجمل أو المسودة أو الكُروكيّ أو العُجالة رسم مجمل يقتصر فيه على إبراز معالم الشيء المرسوم.

## أمثلة
- Three draft sketches in اللون البني الداكن for an equestrian monument, ليوناردو دا فينشي 1508-10
- Sketch in pen and ink of an idea for a flying machine with a spiral rotor, Leonardo da Vinci.
- Sketch of a head in a parade helmet, ميكيلانجيلو, ق. 1500
- Figure sketch in ink of two women teaching a baby to walk, كارل فابريتيوس, ق. 1640
- Sketch in pencil and ink of the Piazetta, البندقية، جوفاني أنطونيو كانال, ق. 1730
- The Pasha, an ink sketch by جان هونوري فراغونارد, late 1700s
- An oil sketch of clouds by جون كونستابل, 1821-22
- A sketch of a landscape in pencil by جان باتيست كامي كورو, 1870
- Nocturene-Battersea Bridge, a pastel sketch by جيمس مكنيل ويسلر, 1872
- Le Bouchon, a brush and ink sketch by إدوارد مانيه, 1878

## طالع
- خربشة
- مخطط رسمي
- رسم حر